# Mohamed Essam Hafiz
Mohamed Essam Hafiz (en arabe : محمد عصام حفيظ), né le 4 décembre 1976 au Caire, est un joueur professionnel de squash représentant l'Égypte. Il atteint en janvier 2005 la 34e place mondiale sur le circuit international, son meilleur classement.

## Biographie
Il remporte trois tournois successivement en septembre 2004. Il participe à quatre championnats du monde en 1999, 2002, 2003 et 2004, s'inclinant à chaque fois au premier tour.